# Anoplomerus buqueti
Anoplomerus buqueti är en skalbaggsart som beskrevs av Belon 1890. Anoplomerus buqueti ingår i släktet Anoplomerus och familjen långhorningar.
Artens utbredningsområde är:
- Paraguay.
- Uruguay.

Inga underarter finns listade i Catalogue of Life.